# Caransebeș
Caransebeș (pronunciació en romanès: [karanˈsebeʃ]; en alemany: Karansebesch; en hongarès: Karánsebes, Pronunciació hongaresa: [ˈkɒraːnʃɛbɛʃ]) és una ciutat del comtat de Caraș-Severin, que forma part de la regió del Banat al sud-oest de Romania.
Es troba a la confluència del riu Timiș amb el riu Sebeș, aquest darrer prové de les muntanyes de Țarcu. A l'oest, està en contacte directe amb els turons del Banat. És un node de ferrocarril important, situat aproximadament a 40 km de Reșița, 21 a 70 km d'Oțelu Roșu a km de Hațeg i a uns 25 km de l'estació d'esquí Muntele Mic, a les muntanyes de Țarcu.
Un poble, Jupa (en hongarès: Zsuppa), és administrat per la ciutat.

## Clima
Caransebeș té un clima continental humit (Cfb a la classificació climàtica de Köppen). És més aviat suau. Les influències climàtiques submediterrànies estan presents fins a cert punt. Les temperatures no baixen massa a l'hivern (amb una mitjana de 0, -15 ° C), però els estius poden ser càlids (30-38 ° C mitjana). Les precipitacions poden ser força abundants durant tot l'any.

## Història

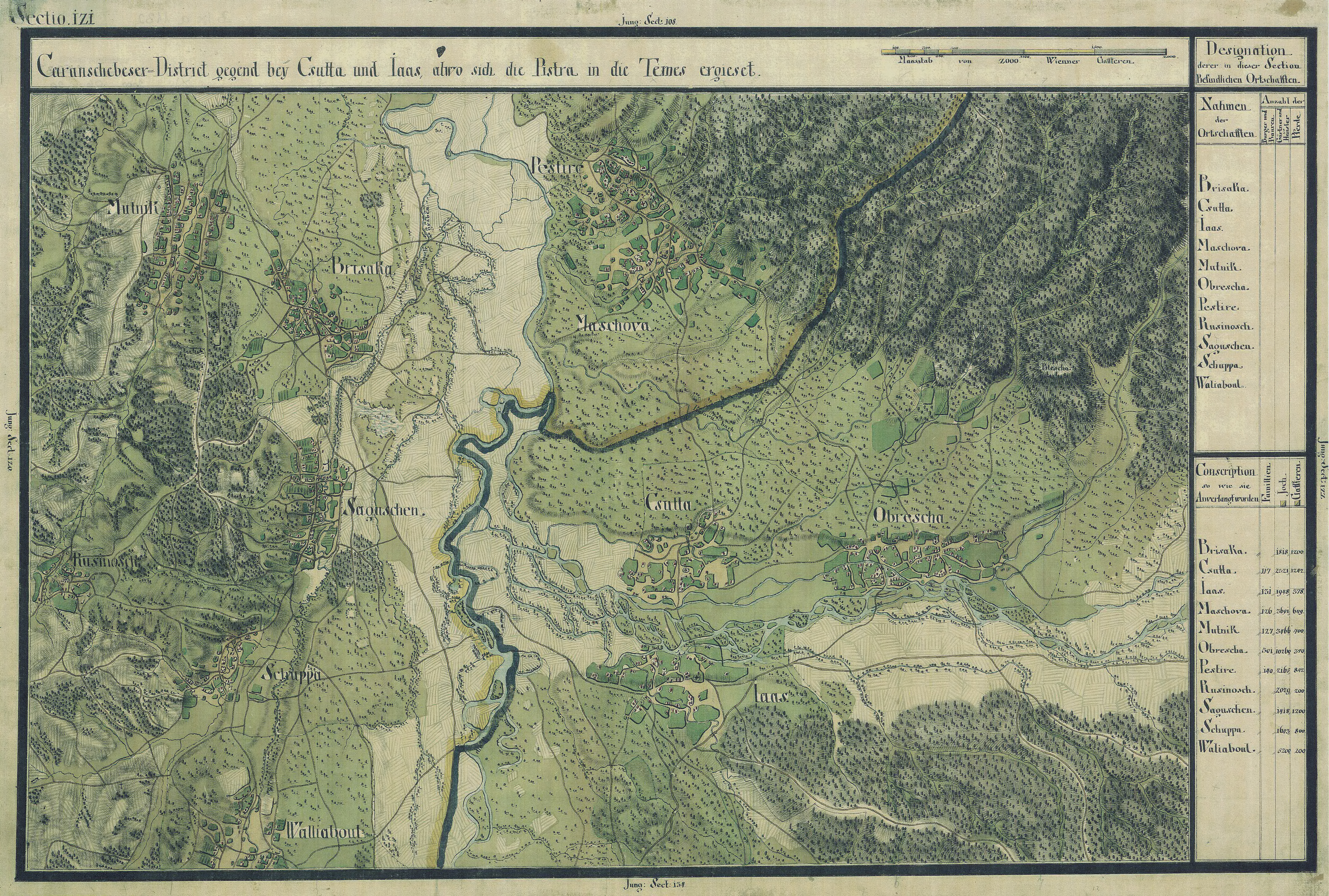
Poble de Jupa als mapes cadastrals de la regió del Banat, Josephinische Landesaufnahme, 1769-72

Les primeres traces d'habitació aquí podrien datar fins a l'època dacia. Recentment s'han descobert ruïnes dacies a prop d'Obreja, un poble 7 km de distància. Quan els romans van envair Dàcia, van construir un castrum anomenat Tibiscum, que van ser excavats pels arqueòlegs a prop del proper poble de Jupa, un castrum que més tard es va convertir en una ciutat plena. Tibiscum és considerat una de les portes del cristianisme a Dàcia, i té un paper important també en la romanització de la població local. Tibiscum va ser elevat al rang de municipium al segle III dC.
Durant l'edat mitjana, la població local vivia contínuament a la zona. La regió va passar a formar part del regne hongarès, després sota el domini del principat de Transsilvània i sota el domini de l'Imperi Otomà. El 17se es suposa que aquí es va produir una derrota autoinfligida, la batalla de Caransebeș (la precisió històrica està en dubte). Més tard, els Habsburg van prendre el control de la regió, després de prolongades guerres contra els otomans. Com a part del Principat de Transsilvània, el 1804 va passar a formar part de l'Imperi austríac. Després del Compromís Austrohongarès de 1867, va tornar a formar part d'Hongria.
Després que van començar a aparèixer els ferrocarrils, el paper de Caransebeș va créixer contínuament. A finals del segle xix, el poble romanès de l'assentament va elegir al Parlament d'Hongria l'hongarès Lajos Mocsáry, que era un polític democràtic progressista que lluita pels drets culturals i administratius de totes les nacionalitats (inclosos els romanesos) que vivien al regne hongard'aquellell moment.
A finals d'octubre de 1918, prop del final de la Primera Guerra Mundial, es va establir un comitè nacional romanès a Caransebeș. Va formar el nucli de la delegació més gran del Banat a Alba Iulia, on es va proclamar la unió de Transsilvània amb Romania l'1 de desembre. Mentrestant, tot el Banat va ser ocupat per l'exèrcit serbi després de l'armistici de Belgrad. Els serbis es van retirar de la zona de Caransebeș el gener de 1919 i van ser substituïts per l'exèrcit francès. Romania va començar a administrar el Banat a finals de juliol, amb les tropes que es van desplaçar durant les setmanes següents. L'agost de 1919, durant la Conferència de Pau de París, el Banat es va dividir entre el Regne de Serbis, Croats i Eslovens i la Gran Romania, amb Caransebeș assignat a aquest últim.
Després de l'ascens del règim comunista el 1947, es va construir un aeroport i una base aèria a prop de la ciutat. No obstant això, l'aeroport no va romandre operatiu durant molt de temps després de la Revolució de 1989.

## Educació
Les dues escoles secundàries més importants de la ciutat són el CD Loga National College i el Traian Doda National College.

## Demografia
El 2011 Caransebeș tenia 24.689 habitants, principalment romanesos (93,48%), amb minories ucraïneses (1,56%), alemanyes (1,17%) i hongaresos (0,78%).

## Gent notable
- Nicolae Corneanu, bisbe metropolità ortodox
- Corneliu Dragalina, general romanès de la Segona Guerra Mundial
- Ion Dragalina, general romanès de la Primera Guerra Mundial
- René Fülöp-Miller, historiador i escriptor cultural austríac
- Sorin Grindeanu, polític, primer ministre de Romania
- Emanoil Ionescu, general romanès de la Segona Guerra Mundial
- Gustav Jaumann, físic austríac (1863-1924)
- Wilhelm Klein, arqueòleg
- Patricia Maria Țig, tennista